# Magic Villa
Magic Villa är Thomas Rusiaks debutalbum, släppt i april 2000. 

## Låtlista
Samtliga låtar skrivna av Thomas Rusiak, om inte annat anges.
1. "Featherweight"
2. "Whole Lot of Things" - (Rusiak, Farrell, Navarro, Avery, Perkins)
3. "All Yours" - (Rusiak, Awa Manneh)
4. "She" - (Rusiak, Masayah)
5. "Fire Walk With Me" - (Rusiak, Peewee)
6. "Hiphopper" - (K. Åhlund, J. Åhlund, Arve, Rusiak)
7. "Existence" - (Rusiak, Jah)
8. "Pearls"
9. "STHLM's Finest" - (Rusiak, K. Åhlund)
10. "Ahead of My Time"
11. "Breakout"
12. "Magic Villa"
13. "Whole Lot of Things" (remix) - (Rusiak, Farrell, Navarro, Avery, Perkins)
14. "Crash You" - (Rusiak, Timbuktu, Eye-N-I)

## Medverkande
- Thomas Rusiak - sång, bas, keyboard, dragspel, trummor, gitarr

### Övriga medverkande
- Saska - gitarr, bas
- Awa Manneh - sång
- Arnthor - rhodes
- Masayah - sång
- PeeWee - sång
- DJ Sleepy
- Teddybears STHLM
- DJ Viet-Naam
- Titiyo - sång
- Örjan Högberg - stråkar
- Mattias Helldén - stråkar
- Klas Åhlund - sitar
- Christian Falk - bas
- Kent Gillström - gitarr
- Seb Roc - kör
- DJ Taro - kör
- Daniel Ledinsky - kör

## Listplaceringar
| Plac. | Land    |
| ----- | ------- |
| 9     | Sverige |